# Junior
|  | Per a altres significats, vegeu «Junior (desambiguació)». |

 Junior és una pel·lícula estatunidenca dirigida per Ivan Reitman, estrenada el 1994. La protagonitza Arnold Schwarzenegger com un científic que té un embaràs masculí com a part d'un experiment.

## Argument
Un investigador experimenta en ell mateix un medicament que li permet a un noi quedar embarassat. El ginecòleg Dr. Alex Hesse (Arnold Schwarzenegger) té un malson sobre infants que orinen en una biblioteca. En la vida real, ell i el seu col·lega, el Dr. Larry Arbogast (Danny DeVito) han inventat un medicament de fertilitat, l'"Expectane", que se suposa que redueix les possibilitats del cos d'una dona a rebutjar un embrió i així evitar un avortament. Desafortunadament, no es permet provar-ho en dones i des de l'Administració no han aprovat encara el medicament; així que Hesse i Arbogast tiren endavant igualment la seva investigació. Hesse entra en el laboratori i es tanca en ell. El seu cap, Noah Banes, informa a Arbogast que malgrat el fet que el FDA ha prohibit el dret d'experimentació humana al seu equip, l'equip ha aconseguit rebre una donació de la Dr. Diana Reddin (Emma Thompson) del departament d'òvuls criogènics. Quan Hesse qüestiona les possibilitats d'una dona de prendre un medicament no autoritzat durant l'embaràs, Arbogast revela que no hi ha cap necessitat d'identificar el sexe de l'experiment i convenç Hesse de prendre-s'ho ell mateix, fent servir un òvul "Júnior".

## Repartiment
- Arnold Schwarzenegger: el doctor Alex Hesse
- Danny DeVito: el doctor Larry Arbogast
- Emma Thompson: la doctora Diana Reddin
- Frank Langella: Noah Banes
- Pamela Reed: Angela
- James Eckhouse: Ned Sneller
- Aida Turturro: Louise
- Welker White: Jenny
- Megan Cavanagh: Willow
- Anna Gunn: la recepcionista de Casitas Madres
- Christopher Meloni: M. Lanzarotta
- Dean Jacobson: Turkel

## Nominacions
- Oscar a la millor cançó original per la cançó Look What Love Has Done — Música i lletra: Carole Bayer Sager, James Newton Howard, James Ingram i Patty Smyth